# Acanthurus olivaceus

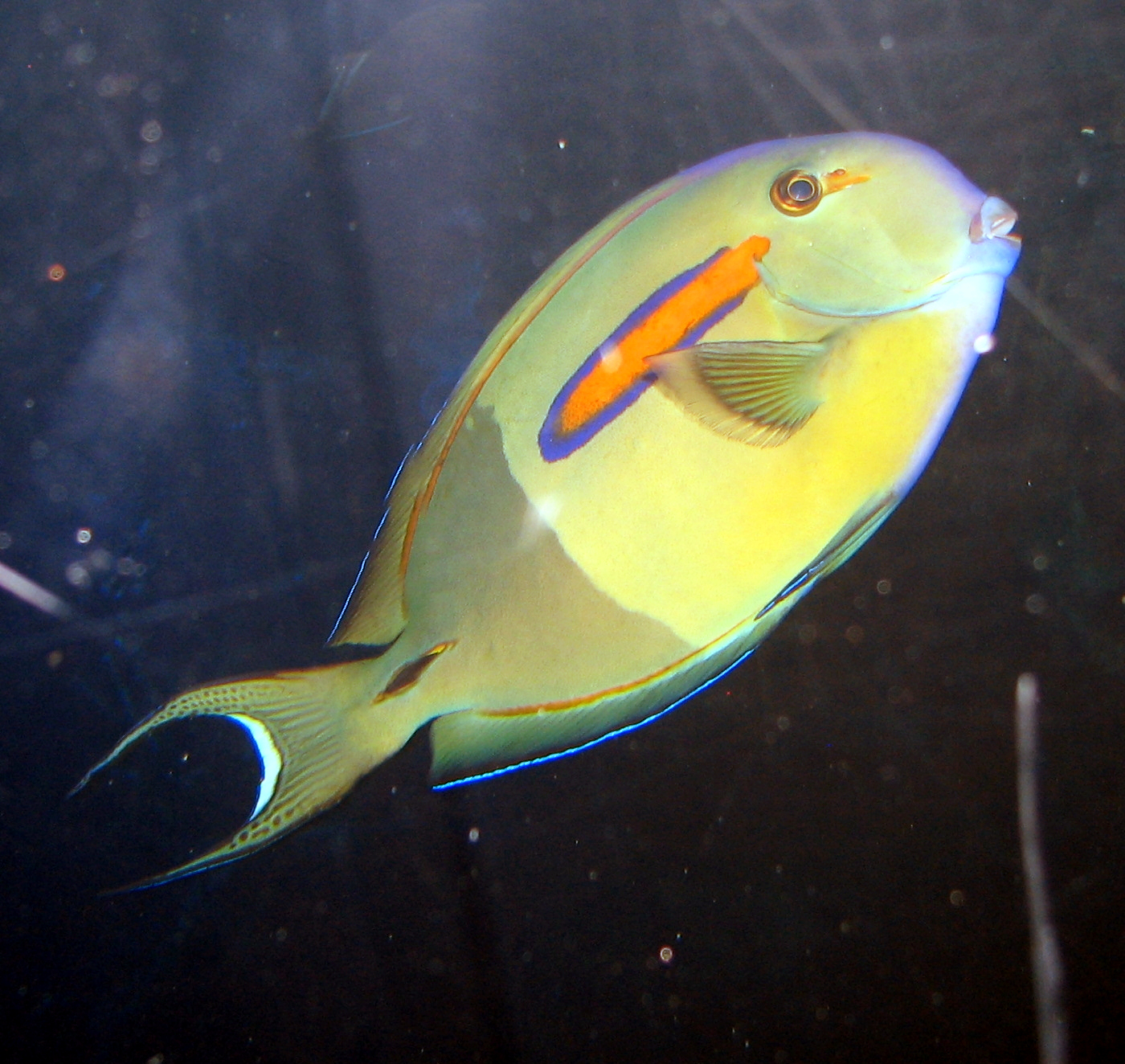

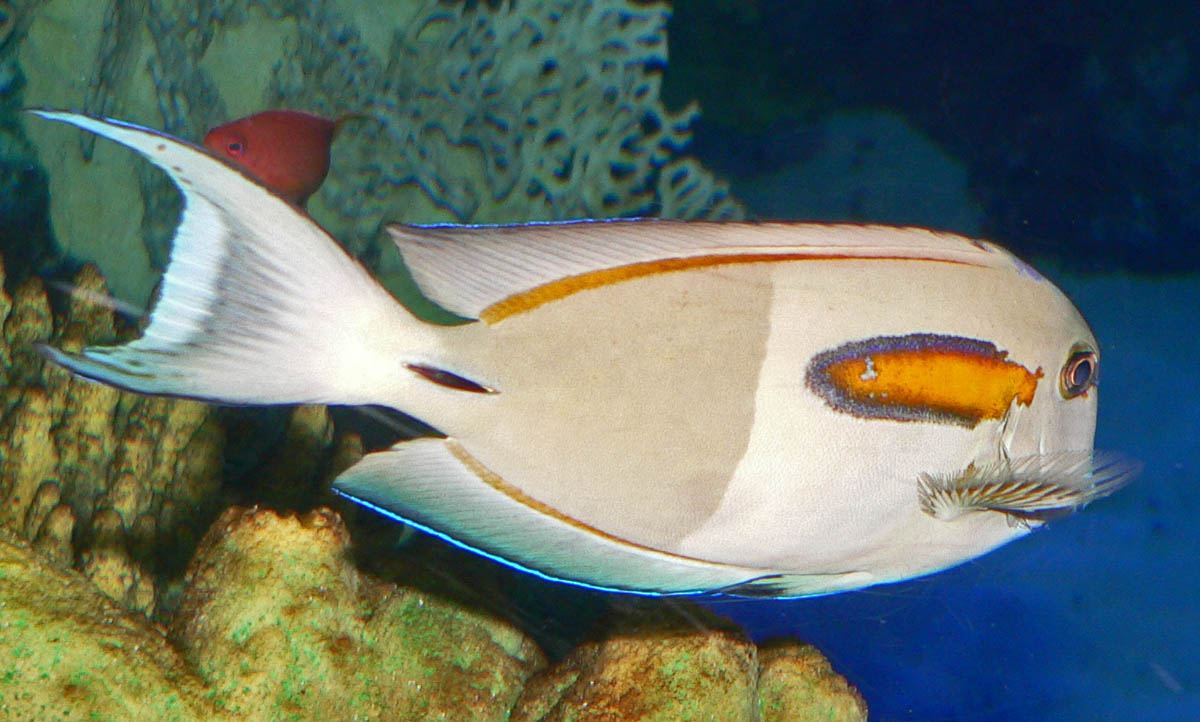

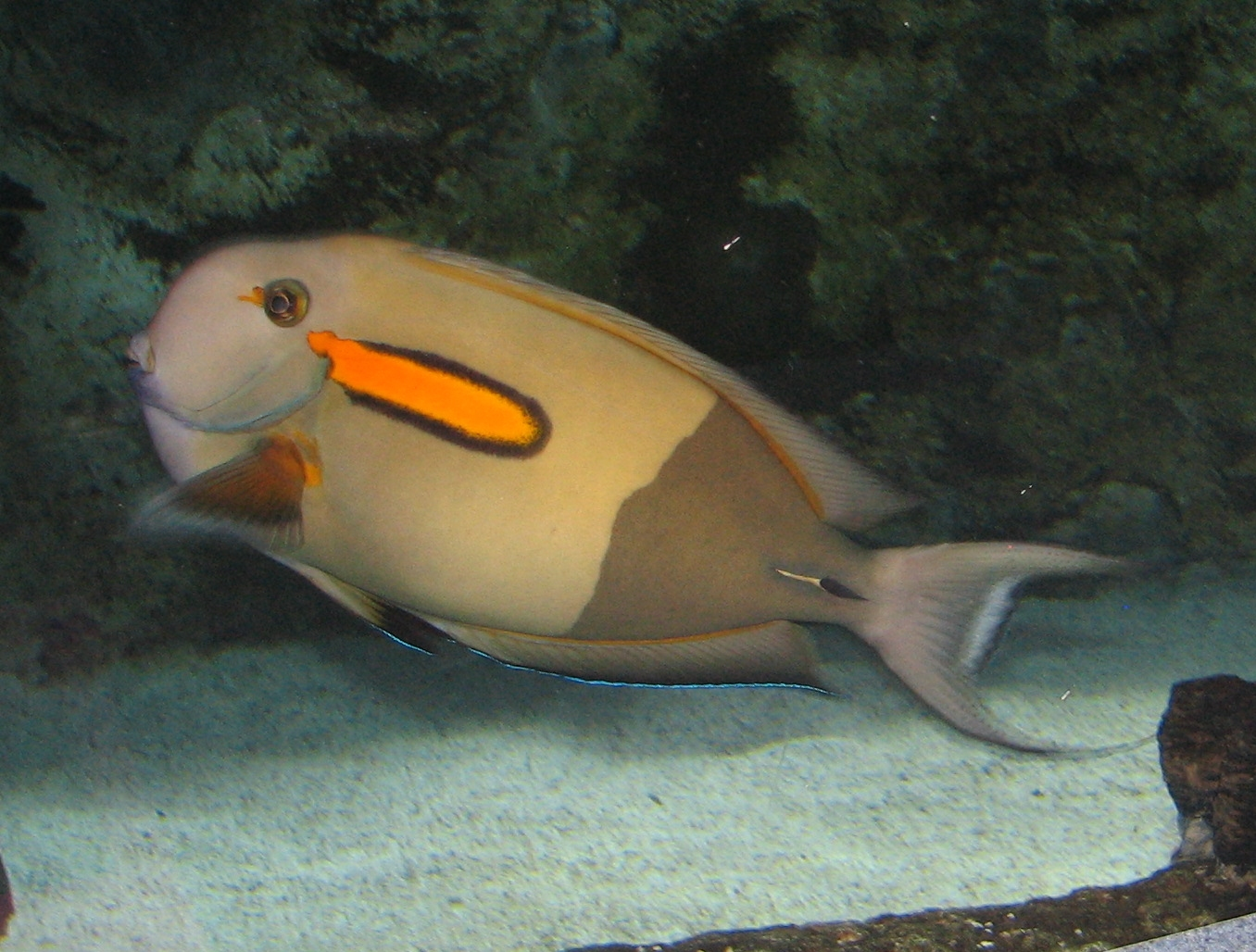

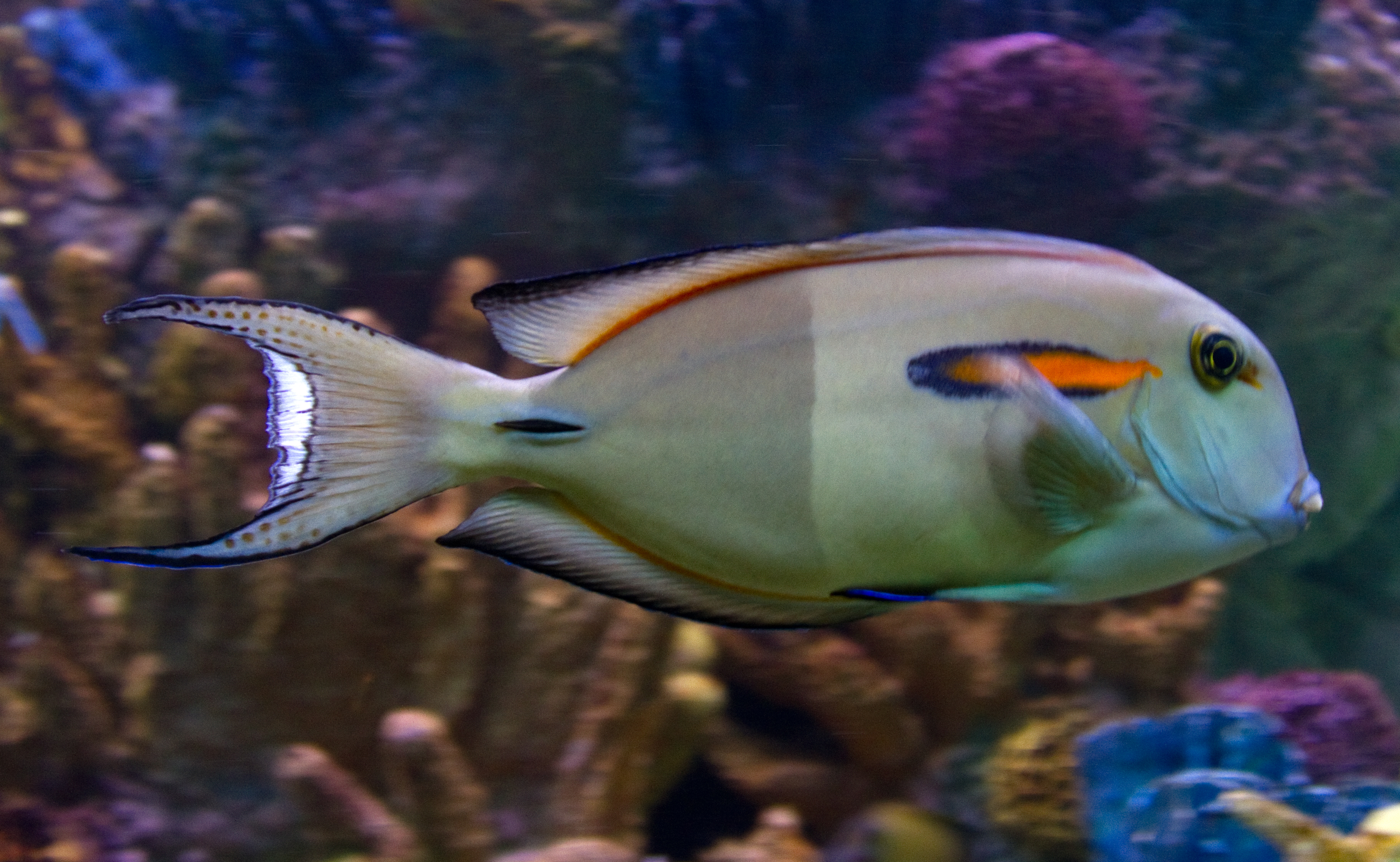

El cirujano de banda naranja es una especie de pez cirujano, de la familia Acanthuridae. Su nombre común en inglés es orange band surgeonfish. Es una especie muy territorial, que defiende con agresividad sus áreas de alimentación. 

## Morfología
Posee la morfología típica de su familia, cuerpo comprimido lateralmente y ovalado. La boca es pequeña, protráctil y situada en la parte inferior de la cabeza. El hocico es grande. Tiene 9 espinas y 23 a 25 radios blandos dorsales; 3 espinas y entre 22 y 24 radios blandos anales; 16 radios pectorales; 24 a 28 branquiespinas anteriores y 23 a 27 branquiespinas posteriores. Un ejemplar de 44 mm tiene 14 dientes en la mandíbula superior y 14 en la inferior, con 225 mm de largo tiene 20 en la superior y 21 en la inferior. Los machos adultos, a partir de 17 cm, desarrollan un perfil claramente convexo en el hocico, lo que sirve para diferenciar el sexo de los individuos a simple vista.
Como todos los peces cirujano, de ahí les viene el nombre común, tiene 2 espinas extraíbles, o escalpelos, en el pedúnculo caudal, que las usan para defenderse o dominar. 

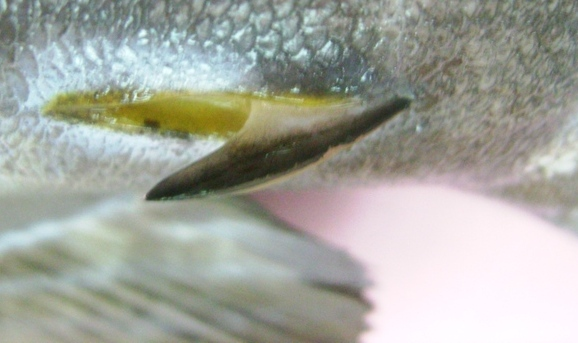
Espina del pedúnculo caudal
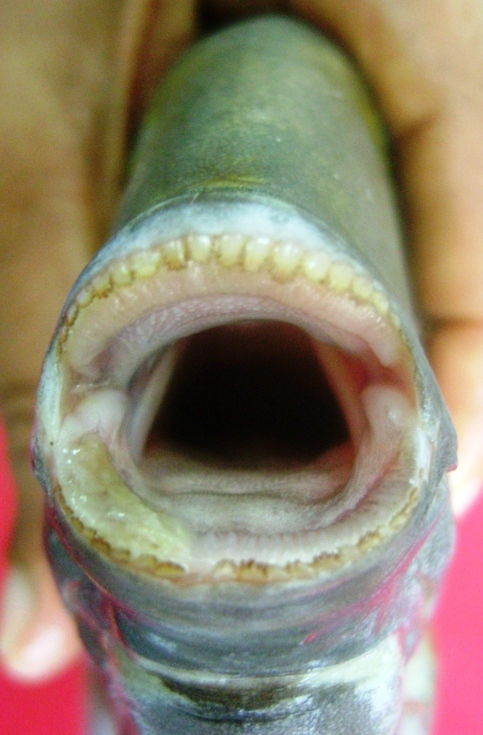
Detalle de dentadura herbívora de la especie emparentada Acanthurus xanthopterus

El color base del cuerpo es oliva grisáceo, siendo más oscuro el tercio posterior, y tiene una banda distintiva horizontal en los hombros de color naranja, bordeada en morado. Las aletas dorsal y anal tienen una línea en su base en color naranja. Los ejemplares juveniles son totalmente amarillos.
Alcanza los 35 cm de largo. Su mayor longevidad reportada es de 32 años, en un ejemplar de la Gran Barrera de Arrecifes australiana.

## Hábitat y distribución
Suele verse en aguas bastante profundas y con fondos arenosos. Los juveniles se resguardan en bahías y lagunas protegidas de arrecifes coralinos, solos o en pequeños grupos. Los adultos ocurren solos o en "escuelas". Su rango de profundidad es entre 3 y 46 metros, más común entre 9 y 46 m, aunque se localizan hasta a 62 m de profundidad. Su rango de temperatura está entre 25.24 y 29.33 °C.
Se distribuye en el Océano Indo-Pacífico. Es especie nativa de Australia; Brunéi Darussalam; China; Cocos; Islas Cook; Filipinas; Fiyi; Guam; Hawái; Hong Kong; Indonesia; Japón; isla Johnston; Kiribati; Macao; Malasia; Islas Marshall; Micronesia; isla Midway; Nauru; Isla Navidad; Nueva Caledonia; Niue; islas Marianas del Norte; isla Navidad; Palaos; Papúa Nueva Guinea; Polinesia; Samoa; Singapur; Islas Salomón; Isla Spratly; Taiwán; Timor-Leste; Tokelau; Tonga; Tuvalu; Vanuatu; Vietnam, y Wallis y Futuna.

## Alimentación
En la naturaleza se nutre principalmente de plancton, detritus, algas filamentosas y diatomeas. Su alimentación principal es herbívora. Estudios científicos indican que su dieta está dominada por detritos orgánicos y sedimentos calcáreos con pequeñas porciones de algas.

## Reproducción
Alcanzan la madurez sexual con 180 mm. Son dioicos, ovíparos, de fertilización externa y no cuidan a sus crías. Se reportan agregaciones de desove en la Gran Barrera de Arrecifes australiana. El desove sucede alrededor de la luna llena, estando sometido a la periodicidad del ciclo lunar.

## Mantenimiento
La iluminación deberá ser necesariamente intensa para que pueda desarrollarse la colonia de algas suficiente de la que se alimenta. Además requiere mantener un buen número de roca viva entre la decoración del acuario con suficientes escondrijos. No suele tocar los corales.
Al igual que el resto de especies de cirujanos, son muy sensibles a determinadas enfermedades relacionadas con la piel. Es recomendable la utilización de esterilizadores ultravioleta para la eliminación de las plagas patógenas. 
Aunque es herbívoro, acepta tanto artemia y mysis congelados, como alimentos disecados. No obstante, una adecuada alimentación debe garantizar el aporte diario de vegetales, sean naturales o liofilizados, alga nori, espirulina, etc.